# سونيك ثري دي
سونيك ثري دي: فليكيز آيلند (بالإنجليزية: Sonic 3D: Flickies' Island)‏ ومعروفة بـأمريكا الشمالية بـSONIC 3D BLAST، هي لعبة فيديو من إنتاج سيجا وتم برمجتها من قبل شركة بريطانية ترافيلرز تيلز  ، وفي هذا لعبة تغيرت طريقة لعبة حيث أصبحت لعبة ثلاثية الأبعاد.

## طريقه اللعب
تُلعب اللعبة من منظور ايزومترك في بيئة ثنائية الأبعاد، لابد وأن يجمع سونيك الفليكيس عن طريق إيجاد وتدير البانديكس المتواجده في كل مستوى وإحضار الحلقات لهم من أجل التقدم في المناطق، يستطيع سونيك استخدام الفليكيس التي انقذها للوصول إلى الأشياء الموجودة أعلى الينابيع لاستكمال مكسبه.
إذا صُدم سونيك، ستبعثر كل الفليكيس التي جمعها وسيكون عليه تجميعها من جديد، كما سيبعثروا فرديا إذا ما اصطدموا بسونيك.
كل منطقة تتكون من جنديين ورئيس. يوجد حوالى 10 أو 15 من الفليكيس في كل منطقة. ويقابل سونيك دكتور إغمان مره كل ثلاث مناطق في واحدة من ماكينات دكتور إغمان

## روابط خارجية
- سونيك ثري دي على موقع IMDb (الإنجليزية)